# Cruickshank River
Der Cruickshank River ist ein 25 km langer Fluss im zentralen Osten von Vancouver Island in der kanadischen Provinz British Columbia.

## Flusslauf
Der Cruickshank River entspringt zwischen den beiden Bergen Mount Frink und Castlecrag Mountain in den Vancouver Island Ranges auf einer Höhe von etwa 1580 m. Er fließt anfangs nach Norden zum Moat Lake. Diesen verlässt er an dessen nordöstlichen Ende und fließt anschließend in überwiegend südlicher Richtung. Die Nebenflüsse Eric Creek, Rees Creek und schließlich, 4 km oberhalb der Mündung in den Comox Lake, der Comox Creek treffen von rechts auf den Cruickshank River. Letzterer wird vom Comox-Gletscher gespeist. Die Mündung des Cruickshank River am Westufer des Comox Lake ragt weit in den See hinein.

## Hydrologie
Der Cruickshank River entwässert ein Areal von 213 km². Der mittlere Abfluss beträgt 18,2 m³/s. In den Monaten Mai, Juni und November führt der Fluss gewöhnlich die größten Wassermengen. August und September sind die Monate mit den geringsten Abflüssen.